# Rin Miyaji
Rin Miyaji (宮道りん (Miyaji Rin?); 8 luglio 2000) è una lottatrice giapponese, specializzata nella lotta libera, vincitrice della medaglia d'argento ai mondiali di Oslo 2021 nel torneo dei -68 kg.

## Palmarès
- Mondiali

Oslo 2021: argento nei -68 kg;
- Mondiali cadetti

Bangkok 2017: argento nei -70 kg;